# Pavel Kubina
Pavel Kubina (* 15. dubna 1977, Čeladná) je bývalý český hokejový obránce.

## Hráčská kariéra
S hokejem začínal ve Frýdku-Místku, kde působil od 4. do 8. třídy. Pak přestoupil do Vítkovic. Byl draftován v 7. kole v roce 1996 týmem NHL Tampa Bay Lightning. Přes zámořské mládežnické výběry se probojoval roku 1997 do prvního týmu Tampa Bay Lightning. Kde byl do roku 2006, kromě výluky NHL, kdy se vrátil do týmu Vítkovic. V roce 2006 přestoupil do Toronta, posléze do Atlanty. V sezóně 2010–2011 se vrátil zpět do Tampy Bay. V národním dresu se objevil na ZOH 2006 v Turíně a pomohl vybojovat bronzovou medaili. Také je trojnásobným mistrem světa.
Aktivní kariéru ukončil v polovině prosince roku 2013.

## Ocenění a úspěchy
- 1999 MS - All-Star Tým
- 1999 MS - Nejproduktivnější obránce
- 2004 NHL - All-Star Game
- 2004 NHL - Nejlepší střelec na pozici obránce
- 2005 ČHL/SHL – Utkání hvězd české a slovenské extraligy

## Prvenství
- Debut v NHL - 14. března 1998 (Tampa Bay Lightning proti Chicago Blackhawks)
- První asistence v NHL - 14. března 1998 (Tampa Bay Lightning proti Chicago Blackhawks)
- První gól v NHL - 13. dubna 1999 (Tampa Bay Lightning proti Ottawa Senators)

## Klubová statistika
| Sezóna       | Klub                  | Soutěž       |     | Základní část | Základní část | Základní část | Základní část | Základní část |   | Play off | Play off | Play off | Play off | Play off |
| Sezóna       | Klub                  | Soutěž       | Z   | G             | A             | B             | TM            | Z             | G | A        | B        | TM       |          |          |
| 1993–94      | HC Vítkovice          | ČHL          | 1   | 0             | 0             | 0             | 0             | —             | — | —        | —        | —        |          |          |
| 1994–95      | HC Vítkovice          | ČHL          | 12  | 2             | 0             | 2             | 0             | —             | — | —        | —        | —        |          |          |
| 1995–96      | HC Vítkovice          | ČHL          | 33  | 3             | 4             | 7             | 32            | 4             | 0 | 0        | 0        | 0        |          |          |
| 1996–97      | HC Vítkovice          | ČHL          | 1   | 0             | 0             | 0             | 0             | —             | — | —        | —        | —        |          |          |
| 1996–97      | Moose Jaw Warriors    | WHL          | 61  | 12            | 32            | 44            | 116           | 11            | 2 | 5        | 7        | 27       |          |          |
| 1997–98      | Adirondack Red Wings  | AHL          | 55  | 4             | 8             | 12            | 86            | 1             | 1 | 0        | 1        | 14       |          |          |
| 1997–98      | Tampa Bay Lightning   | NHL          | 10  | 1             | 2             | 3             | 22            | —             | — | —        | —        | —        |          |          |
| 1998–99      | Tampa Bay Lightning   | NHL          | 68  | 9             | 12            | 21            | 80            | —             | — | —        | —        | —        |          |          |
| 1998–99      | Cleveland Lumberjacks | IHL          | 6   | 2             | 2             | 4             | 16            | —             | — | —        | —        | —        |          |          |
| 1999–00      | Tampa Bay Lightning   | NHL          | 69  | 8             | 18            | 26            | 93            | —             | — | —        | —        | —        |          |          |
| 2000–01      | Tampa Bay Lightning   | NHL          | 70  | 11            | 19            | 30            | 103           | —             | — | —        | —        | —        |          |          |
| 2001–02      | Tampa Bay Lightning   | NHL          | 82  | 11            | 23            | 34            | 106           | —             | — | —        | —        | —        |          |          |
| 2002–03      | Tampa Bay Lightning   | NHL          | 75  | 3             | 19            | 22            | 78            | 11            | 0 | 0        | 0        | 12       |          |          |
| 2003–04      | Tampa Bay Lightning   | NHL          | 81  | 17            | 18            | 35            | 85            | 22            | 0 | 4        | 4        | 50       |          |          |
| 2004–05      | HC Vítkovice          | ČHL          | 28  | 6             | 5             | 11            | 46            | 12            | 4 | 6        | 10       | 34       |          |          |
| 2005–06      | Tampa Bay Lightning   | NHL          | 76  | 5             | 33            | 38            | 96            | 5             | 1 | 1        | 2        | 26       |          |          |
| 2006–07      | Toronto Maple Leafs   | NHL          | 61  | 7             | 14            | 21            | 48            | —             | — | —        | —        | —        |          |          |
| 2007–08      | Toronto Maple Leafs   | NHL          | 72  | 11            | 29            | 40            | 116           | —             | — | —        | —        | —        |          |          |
| 2008–09      | Toronto Maple Leafs   | NHL          | 82  | 14            | 26            | 40            | 94            | —             | — | —        | —        | —        |          |          |
| 2009–10      | Atlanta Thrashers     | NHL          | 76  | 6             | 32            | 38            | 66            | —             | — | —        | —        | —        |          |          |
| 2010–11      | Tampa Bay Lightning   | NHL          | 79  | 4             | 19            | 23            | 62            | 8             | 2 | 1        | 3        | 10       |          |          |
| 2011–12      | Tampa Bay Lightning   | NHL          | 52  | 3             | 8             | 11            | 59            | —             | — | —        | —        | —        |          |          |
| 2011–12      | Philadelphia Flyers   | NHL          | 17  | 0             | 4             | 4             | 15            | 5             | 0 | 1        | 1        | 12       |          |          |
| 2012–13      | HC Servette Ženeva    | NLA          | 3   | 0             | 1             | 1             | 4             | 1             | 0 | 0        | 0        | 0        |          |          |
| Celkem v NHL | Celkem v NHL          | Celkem v NHL | 970 | 110           | 276           | 386           | 1123          | 51            | 3 | 7        | 10       | 110      |          |          |

## Reprezentace
Premiéra v reprezentaci: 22. dubna 1999, Česko - Rusko (Plzeň)
| Rok                       | Tým                       | Soutěž                    | Z  | G  | A  | B  | TM |
| ------------------------- | ------------------------- | ------------------------- | -- | -- | -- | -- | -- |
| 1996                      | Česko 20                  | MSJ                       | 6  | 0  | 2  | 2  | 8  |
| 1999                      | Česko                     | MS                        | 10 | 2  | 6  | 8  | 12 |
| 2001                      | Česko                     | MS                        | 9  | 2  | 3  | 5  | 18 |
| 2002                      | Česko                     | OH                        | 4  | 0  | 1  | 1  | 0  |
| 2002                      | Česko                     | MS                        | 7  | 3  | 4  | 7  | 8  |
| 2005                      | Česko                     | MS                        | 9  | 2  | 2  | 4  | 10 |
| 2006                      | Česko                     | OH                        | 8  | 1  | 1  | 2  | 12 |
| 2010                      | Česko                     | OH                        | 5  | 0  | 0  | 0  | 2  |
| Seniorská kariéra celkově | Seniorská kariéra celkově | Seniorská kariéra celkově | 52 | 10 | 17 | 27 | 62 |